# Sebastián Losada
Sebastián Losada Bestard (født 3. september 1967 i Madrid, Spanien) er en spansk tidligere fodboldspiller (angriber). Han spillede én kamp for Spaniens landshold, en venskabskamp mod Uruguay 18. januar 1995.
På klubplan spillede Losada en årrække for Real Madrid, og vandt to spanske mesterskaber og en Copa del Rey-titel med klubben. Senere i karrieren var han blandt andet tilknyttet Atlético Madrid og Celta Vigo.

## Titler
La Liga
- 1989 og 1990 med Real Madrid

Copa del Rey
- 1989 med Real Madrid

Supercopa de España
- 1988, 1989 og 1990 med Real Madrid